# Metapenaeus dobsoni
Metapenaeus dobsoni är en kräftdjursart som först beskrevs av Edward John Miers 1878.
Metapenaeus dobsoni ingår i släktet Metapenaeus och familjen Penaeidae. Inga underarter finns listade i Catalogue of Life.